# Inge Genefke
Inge Genefke (født 6. juli 1938 på Frederiksberg) er en dansk læge og menneskerettighedsforkæmper som har helliget sig arbejdet med torturofre.
Genefke anses internationalt for en af de største kapaciteter inden for behandlingen af torturofre.[kilde mangler]

## Biografi
I 1965 færdiggør hun sin medicinske uddannelse og bliver gift med filosoffen Torben Peter Kemp.
I 1969 melder hun sig ind i Amnesty International, og i 1970 bliver hun indvalgt i den danske bestyrelse for Amnesty International. I 1973 iværksætter Amnesty International en kampagne mod tortur med opfordring til verdens læger om at gøre en indsats. Opfordringen ændrede Genefkes liv, som gjorde det til en livsopgave at bekæmpe tortur og hjælpe ofre.
I 1982 bliver Genefke færdiguddannet, som speciallæge i neurologi. Samme år er hun stifter af den internationale humanitære organisation, Rehabilitation and Research Centre for Torture Victims (RCT) og senere var Genefke initiativtager til oprettelsen af International Rehabilitation Council for Torture Victims (IRCT).
I 1991 giftede hun sig med professor Bent Sørensen.

## Udmærkelser og priser
- 1982 – udnævnt som årets dansker af det internationale pressecenter.
- 1985 – Rosenkjærprisen
- 1988 – Right Livelihood Award[2]
- 1989 – æresdoktor i medicin ved Bologna Universitet.
- 1996 – æresdoktor i medicin ved Københavns Universitet.
- 2008 – indstillet til Nobels fredspris af udenrigsminister Per Stig Møller (K) og de to forhenværende udenrigsministre, Mogens Lykketoft (S) og Niels Helveg Petersen (R)

## Andet
I den spanske film fra 2005 The Secret Life of Words (en), instrueret af Isabel Coixet (en), optræder Julie Christie i rollen som Inge Genefke.